# GodTellers
O Gaia GodTellers é um festival de música de inspiração cristã que ocorre no verão, em Vila Nova de Gaia. A 8.ª edição decorreu nos dias 5/6 de julho de 2024, em Vila Nova de Gaia, e teve como cabeça-de-cartaz a banda rock brasileira Rosa de Saron. Em 2023, o festival ocorreu nos dias 26/27/28 de julho, como parte do programa dos Dias nas Dioceses da Diocese do Porto, no contexto da Jornada Mundial da Juventude (Lisboa 2023).  
O evento, único em Portugal e de entrada gratuita, realiza-se desde 2015. Desde 2018 que o evento é organizado em parceria com a Câmara Municipal de Gaia. As últimas edições do festival tiveram como cabeças de cartaz os grupos HMB (2018) e D’Alva (2019).

## História
O Gaia GodTellers é um festival de música de inspiração cristã, que se realiza desde 2015, na cidade de Vila Nova de Gaia. O evento é uma iniciativa do Grupo de Jovens da Paróquia de Canelas. O evento foi projetado à imagem das Jornadas Mundiais da Juventude, um evento religioso instituído pelo Papa João Paulo II em 20 de dezembro de 1985, que reúne milhões de cristãos de todo o mundo, sobretudo jovens, acolhido por Portugal em 2023.
Segundo os organizadores, aquilo que distingue o evento "[tratar-se] de um festival com uma atmosfera diferente e uma identidade própria, que procura romper com a imagem estereotipada do que inúmeras pessoas apelidam de ‘música de igreja’. Muitos vêm assistir, e participar na dinâmica, e saem surpreendidos pela viagem de descoberta, disruptiva sob várias formas”.
  

As primeiras edições do festival, em Canelas, contaram com a presença de bandas como "«Missio» (Igreja Católica Romana), «Claves de Fé» (Igreja Metodista), «Brasa Church Espinho» (Igreja Evangélica) e Claudine Pinheiro e o padre Marcos Alvim»", entre muitos outros, no esforço de reunir uma diversidade de igrejas e confissões religiosas distintas.Em entrevista à agência Lusa, em 2023, a organização do festival tornou clara a sua missão: “Sempre fomos um evento de encontro, não só por termos esta índole cristã, mas principalmente, porque somos um festival que junta pessoas de diferentes religiões. Isso tem sido o nosso objetivo e para o qual continuamos a caminhar”. 

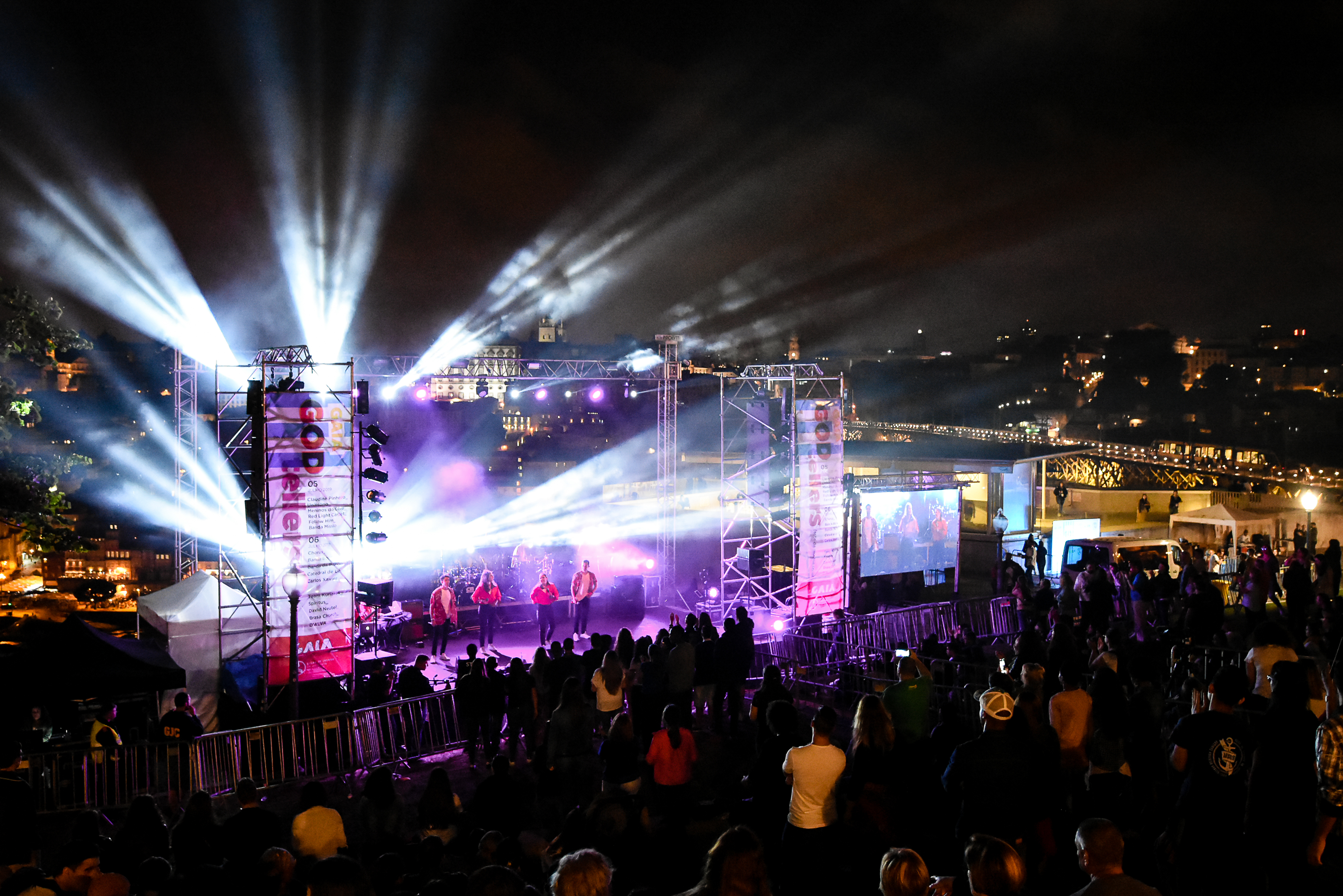
Imagem de palco do festival Gaia GodTellers (2019)

A 4.ª edição do festival, apoiada pela Câmara Municipal de Gaia, decorreu no Jardim do Morro. O grupo HMB foi a cabeça de cartaz de uma edição que contou com mais 5 artistas ligados a edições anteriores do festival. Em 2019, o evento repetiu-se, desta vez com um cartaz de 16 bandas de inspiração cristã de todo o país,  das quais se destaca o grupo D’Alva. O regresso ao Jardim do Morro realizou-se dois anos depois, nos dias 1 e 2 de julho. Para além de ter superado recordes de afluência, esta edição serviu de «aquecimento para as Jornadas Mundiais da Juventude», que se vão realizar em 2023, em Portugal, nos dias 1 a 6 de agosto. Esta edição foi adiada para os dias 1 e 2 de julho de 2022.
Em 2023, o festival regressou ao mesmo palco emblemático «com um cartaz que integra não só bandas e artistas de diferentes confissões religiosas, mas também de uma diversidade de países - nomeadamente Itália (The Sun), Venezuela (Said Nassar), França (Silo), Emirados Árabes Unidos (Ablaze), Reino Unido e Dubai (World Youth Dance Crew) -, e géneros musicais, como pop, rock, hip-hop, eletrónica, dubstep, reggaeton, e muitos mais». Esta edição decorreu no contexto da Jornada Mundial da Juventude de 2023, integrando o programa oficial dos Dias nas Dioceses da Diocese do Porto
A edição de 2024, marcada pela presença banda brasileira Rosa de Saron, reconhecida internacionalmente por ter sido indicada ao Grammy Latino para o melhor CD cristão na língua portuguesa, foi patrocinada pela Irmandade dos Clérigos. A edição contou com a participação de nove bandas sendo oito delas portuguesas.

## Edições

### 2024 (05/06 de julho)

#### Dia 5:
- Follow Him
- F33dback
- Team Kuriakos

#### Dia 6:
- Banda Missio
- Brasa Church
- The Disciples
- Jesus Underground
- Catedral de Louvor
- Rosa de Saron

### 2023 (26/27/28 de julho)

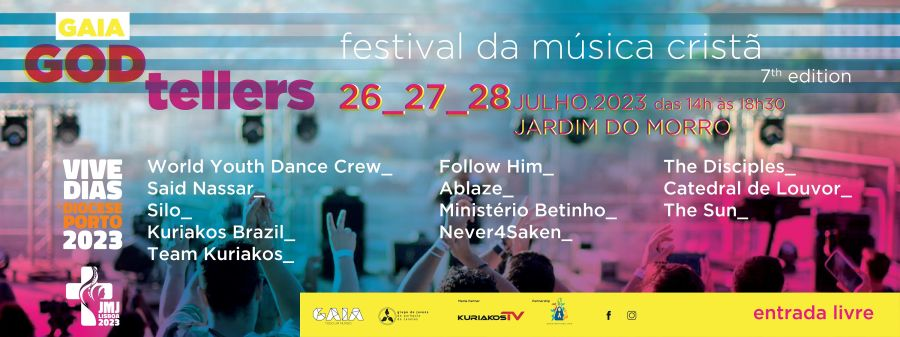
Cartaz da 7.ª edição do festival Gaia GodTellers (2023)

#### Dia 26:
- World Youth Dance Crew (Dubai)
- Said Nassar (Venezuela)
- Silo (França)
- Kuriakos Brasil
- Team Kuriakos

#### Dia 27:
- Follow Him
- Ablaze (EAU)
- Ministério Betinho e Projeto Kharis
- Never 4Saken

#### Dia 28:
- The Disciples
- Catedral de Louvor
- The Sun (Itália)

### 2022 (1/2 de julho)

Cartaz da 6.ª edição do festival Gaia GodTellers (2022)

#### Dia 1:
- Banda da Paróquia
- Banda Missio
- Team Kuriakos

#### Dia 2:
- Uníssono
- Paula Navarro
- Never4Saken
- Jesus Underground
- Brasa Church
- DJ Gui Brazil
- Follow Him
- Ministério Betinho
- Catedral de Louvor
- El Shadai

### 2020 [Cancelado]

Cartaz do festival Gaia GodTellers (2020)

#### Dia 1:
- Uníssono
- A Ponte
- Follow Him
- Banda da Paróquia
- Team Kuriakos

#### Dia 2:
- Claudine Pinheiro & Paula Navarro
- Ministério Betinho
- El Shadai
- Feedback 33
- DJ Gui Brazil
- Catedral de Louvor
- Brasa Church
- Banda Missio
- Rosa de Saron

### 2019 (5/6 de julho)

Cartaz do festival Gaia GodTellers (2019)

#### Dia 1:
- Claudine Pinheiro
- Uníssono
- Meninos do Coro
- Red Light Carpet
- Follow Him
- Banda Missio

#### Dia 2:
- Chorus
- Banda Bosco
- Banda da Paróquia
- Carlos Xavier
- Catedral de Louvor
- Spiritus
- David Neutel
- Brasa Church
- Team Kuriakos
- D’Alva

### 2018 (6/7 de julho)

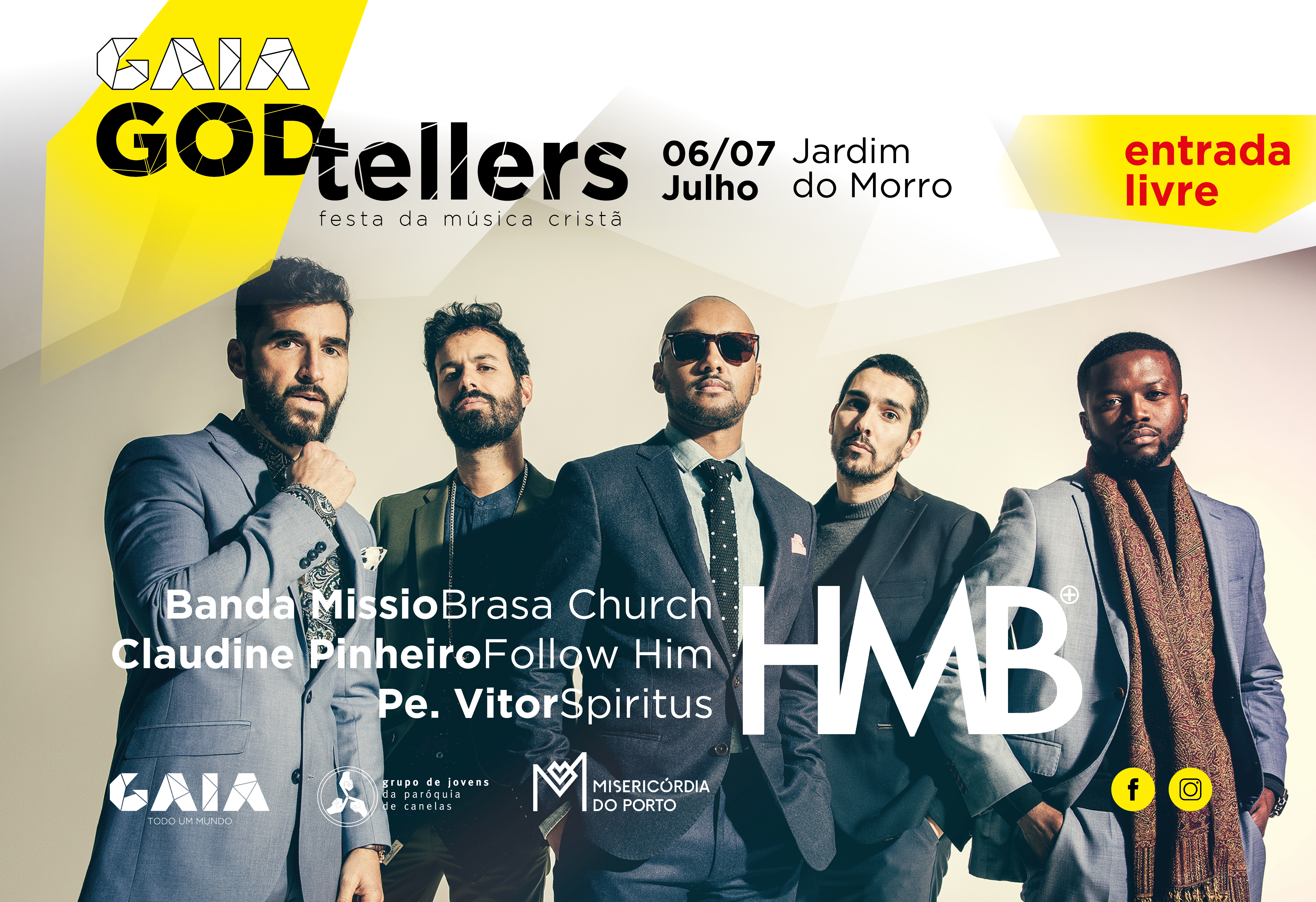
Cartaz do festival Gaia GodTellers (2018)

#### Dia 1:
- Claudine Pinheiro
- Spiritus
- FollowHim
- Banda Missio

#### Dia 2:
- Follow Him
- Brasa Church
- HMB

1. ↑  Renascença (21 de junho de 2024). «GodTellers 2024. Banda nomeada a Grammy Latino é cabeça de cartaz - Renascença». Rádio Renascença. Consultado em 11 de julho de 2024
2. ↑  «Porto: Jardim do Morro, em Vila Nova de Gaia, volta a acolher o «GodTellers!»». Agência ECCLESIA. Consultado em 20 de maio de 2024
3. ↑  Carmo, Octávio (2 de julho de 2024). «Igreja/Música: Festival de verão mostra que «ser jovem cristão, ter uma cultura cristã, não é chato» (c/fotos e vídeo)». Agência ECCLESIA. Consultado em 11 de julho de 2024
4. ↑  Borges, Carlos (5 de julho de 2024). «Vila Nova de Gaia: Festival de música cristã «GodTellers!» leva diferentes confissões religiosas ao Jardim do Morro». Agência ECCLESIA. Consultado em 11 de julho de 2024
5. ↑  Gaia, Câmara Municipal de. «Eventos - Gaia GodTellers regressa com gigantes do metal cristão brasileiro». Câmara Municipal de Gaia. Consultado em 11 de julho de 2024
6. ↑  «Gaia "GodTellers" volta ao Jardim do Morro (5-6 jul)». Semanário da Diocese do Porto. 22 de junho de 2024. Consultado em 11 de julho de 2024
7. ↑  «Gaia GodTellers – 8.º Festival de Música Cristã - oGuia | Porto». www.guiadacidade.pt. 3 de julho de 2024. Consultado em 11 de julho de 2024
8. ↑  «Rosa de Saron se prepara para mega show em Portugal». 1 de julho de 2024. Consultado em 11 de julho de 2024
9. ↑  «Gaia GodTellers arranca esta sexta-feira na Serra do Pilar». Agência de Informação Norte. 4 de julho de 2024. Consultado em 11 de julho de 2024
10. ↑  «Banda brasileira de "metal cristão" promete animar festival de música em Vila Nova de Gaia». Sete Margens. 20 de junho de 2024. Consultado em 11 de julho de 2024
11. ↑  «Gaia acolhe 7ª edição do GodTellers, um festival de música de inspiração cristã». Porto Canal. 26 de julho de 2023. Consultado em 12 de junho de 2024
12. ↑  «Pastoral Juvenil: Grupo de Jovens de Canelas promove o «GodTellers»». Agência ECCLESIA. Consultado em 23 de outubro de 2022
13. ↑  Renascença (19 de junho de 2022). «Gaia GodTellers. Festival de música cristã em "aquecimento" para a JMJ2023 - Renascença». Rádio Renascença. Consultado em 20 de maio de 2024
14. ↑  Jornadas Mundiais da Juventude em Lisboa vão reunir cerca de um milhão de jovens, consultado em 5 de novembro de 2019
15. ↑  «Festival de música cristã vai receber 4000 pessoas no Jardim do Morro em Gaia». Jornal de Notícias. Consultado em 11 de julho de 2024
16. ↑  Borges, Carlos (28 de maio de 2017). ««GodTellers» - música e ecumenismo com o foco em Jesus». Departamento Nacional da Pastoral Juvenil. Consultado em 23 de outubro de 2022
17. ↑  Lusa, Agência. «JMJ. Festival de música em Gaia quer expandir "cultura do encontro" e unir todas as religiões». Observador. Consultado em 20 de maio de 2024
18. ↑  Gaia, Câmara Municipal de. «Notícias e Destaques - Gaia God Tellers: a grande festa da música cristã». Câmara Municipal de Gaia. Consultado em 23 de outubro de 2022
19. ↑  «GodTellers: Festa da Música Cristã». Voz Portucalense. 5 de julho de 2018
20. ↑  Costa, Manuel (19 de julho de 2022). «Plano Pastoral da Diocese do Porto, Festival Godtellers e Encontro Nacional de Pastoral Litúrgica». Agência ECCLESIA. Consultado em 23 de outubro de 2022
21. ↑  Gaia, Câmara Municipal de. «Notícias e Destaques - «Gaia GodTellers» voltou ao Jardim do Morro». Câmara Municipal de Gaia. Consultado em 23 de outubro de 2022
22. ↑  Borges, Carlos (1 de julho de 2022). «Música: Festa da música cristã «Godtellers» regressa ao Jardim do Morro». Agência ECCLESIA. Consultado em 23 de outubro de 2022
23. ↑  Assuncao, Carla (7 de julho de 2022). «Banda de Música El-Shadai representa S. João da Madeira no Gaia Godtellers». O Regional. Consultado em 23 de outubro de 2022
24. ↑  «Música: Festival «Godtellers» regressa ao Jardim do Morro». Agência ECCLESIA. Consultado em 23 de outubro de 2022
25. ↑  Renascença (19 de junho de 2022). «Gaia GodTellers. Festival de música cristã em "aquecimento" para a JMJ2023 - Renascença». Rádio Renascença. Consultado em 23 de outubro de 2022
26. ↑  Gaia, Câmara Municipal de. «Eventos - Gaia Godtellers». Câmara Municipal de Gaia. Consultado em 23 de outubro de 2022
27. ↑  «Gaia GodTellers 2023 - Viral Agenda». www.viralagenda.com. 26 de julho de 2023. Consultado em 3 de julho de 2023
28. ↑  «Porto: Festival «Gaia GodTellers» integrado nos «Dias nas Dioceses» da JMJ». Agência ECCLESIA. Consultado em 20 de maio de 2024